# گیزو، جزایر سلیمان

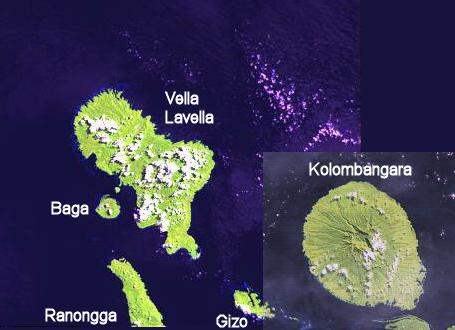

گیزو، جزایر سلیمان (انگلیسی: Gizo, Solomon Islands) مرکز استان غربی (جزایر سلیمان) در جزایر سلیمان است.